# Kreuzdachbildstock (Roth an der Saale, Hermann-Seller-Straße)

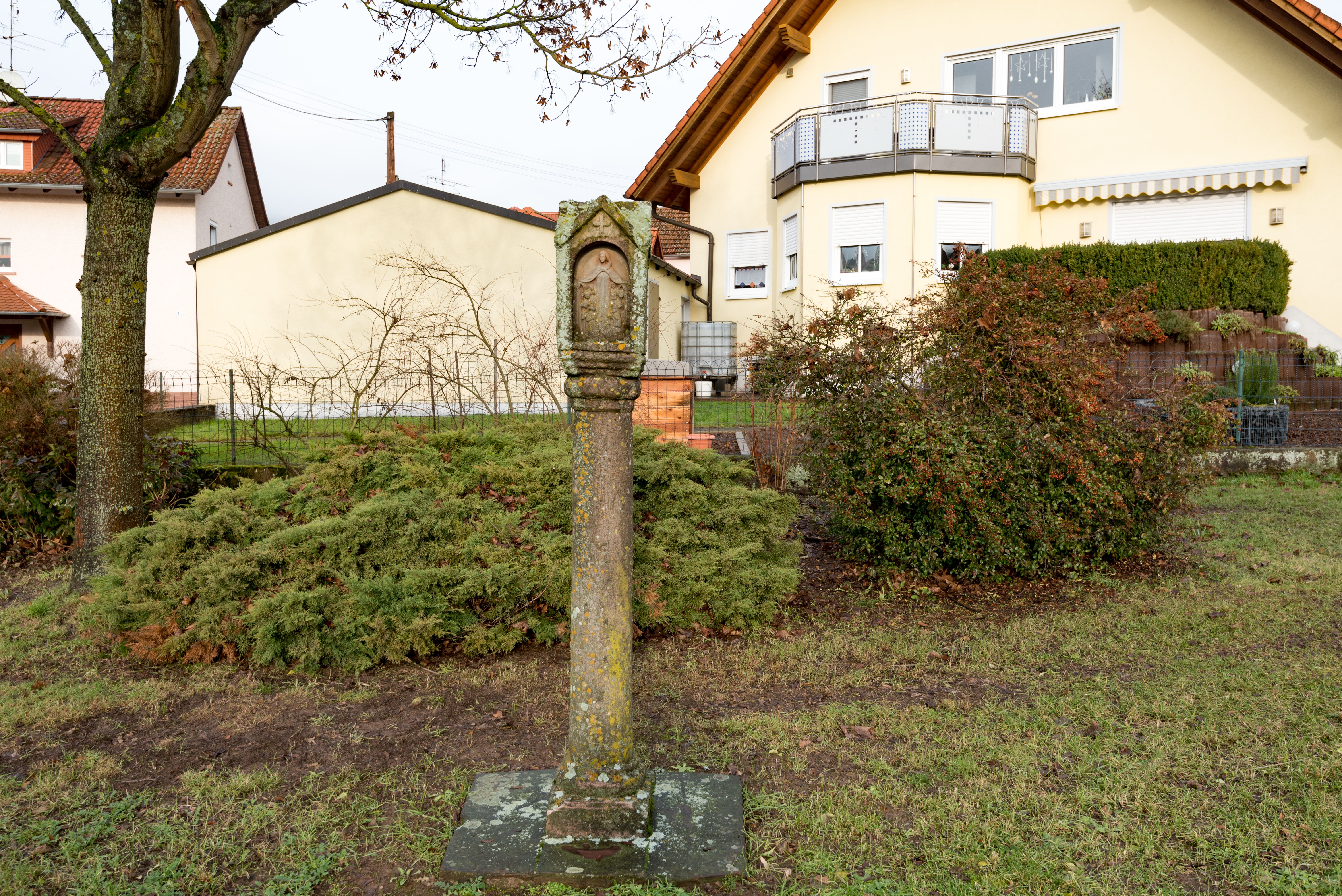
Kreuzdachbildstock in Roth an der Saale, Hermann-Seller-Straße

Der Kreuzdachbildstock Nähe Hermann-Seller-Straße ist ein Flurdenkmal in Roth an der Saale, einem Gemeindeteil im Markt Bad Bocklet im unterfränkischen Landkreis Bad Kissingen und befindet sich in der Hermann-Seller-Straße. Der Bildstock gehört zu den Baudenkmälern von Bad Bocklet und ist unter der Nummer D-6-72-112-73 in der Bayerischen Denkmalliste registriert.

## Beschreibung
Der 200 cm hohe Kreuzdachbildstock besteht aus grauem Sandstein und entstand im Jahr 1661.
Auf einem teilweise versenkten Sockel mit einem Querschnitt von 31 cm × 31 cm befindet sich ein konischer, 131 cm hoher Schaft (Basiswulst: 6,5 cm, Basisring: 3,5 cm, Basis D = 21,5 cm, Kapitellring: 4 cm, Kapitellwulst: 6 cm, Kapitell-D: 17 cm) mit einem aufgesetztem, 58 cm hohen Kreuzdachhaus. Der dreigliederige, auskragende Sockel hat eine Höhe von 8 cm und einen Querschnitt von 26,5 cm × 26 cm.
Die Kreuzdachhauszier besteht aus:
a) einer Bildnische: Ehemals Blechbild einer Madonna auf der Weltkugel, jetzt Schutzmantelmadonna aus Kunststein. Im Giebeldreieck befindet sich ein griechisches Kreuz
b) links: im Giebeldreieck befindet sich ein Kreuz mit eingeritztem Sechserstern, darunter links und rechts je ein kleines Johanniterkreuz, in der Mitte ein aus einem Kreis herauswachsendes Herz und im Kreis ein Achtschleifenornament
c) im Giebeldreieck eine IHS-Inschrift. Darunter befindet sich folgende Inschrift:

„GOT DEM AL

MECHTIGEN

ZV EHREN HAT

PETER KERB

ER DIESEN BILTSTOCK

MACHEN LAS

SEN ANNO 1661“

Auf der Rückseite ist ein Patriarchenkreuz zu sehen.